# نوونیکولایفکا (شهرستان یرمکیفسکی، باشقیرستان)
نوونیکولایفکا (انگلیسی: Novonikolayevka, Yermekeyevsky District, Republic of Bashkortostan) یک شهرک در شهرستان یرمکیفسکی استان باشقیرستان کشور روسیه است.